# Todd Harrity
Todd Brewster Harrity (* 16. September 1990 in Bryn Mawr) ist ein ehemaliger US-amerikanischer Squashspieler.

## Karriere
Todd Harrity begann 2013 nach dem Abschluss seines Studiums an der Princeton University seine professionelle Karriere und gewann vier Titel auf der PSA World Tour. Zuvor war er bereits im Collegesquash aktiv und erfolgreich. Seine höchste Platzierung in der Weltrangliste erreichte er mit Position 34 im Februar 2022. Bei Panamerikanischen Spielen gewann er 2015 mit der Mannschaft die Bronzemedaille. 2019 sicherte er sich in Lima sowohl im Doppel als auch mit der Mannschaft die Goldmedaille. Mit der US-amerikanischen Mannschaft nahm er 2011, 2017 und 2019 an der Weltmeisterschaft teil. 2015 wurde er nach einem Sieg gegen Christopher Gordon erstmals US-amerikanischer Meister. 2016 verteidigte er seinen Titel und gewann ihn nochmals 2019. Bei Panamerikameisterschaften gewann er 2016 mit der Mannschaft den Titel.
Harrity beendete im Juli 2024 seine Karriere. Er outete sich 2018 als erster männlicher Squashspieler der World Tour als homosexuell.

## Erfolge
- Panamerikameister mit der Mannschaft: 2016
- Gewonnene PSA-Titel: 4
- Panamerikanische Spiele: 2 × Gold (Doppel und Mannschaft 2019), 1 × Bronze (Mannschaft 2015)
- US-amerikanischer Meister: 3 Titel (2015, 2016, 2019)